# Hans Lindberg
Hans Ottar Lindberg (ur. 1 sierpnia 1981 w gminie Høje-Taastrup) – duński piłkarz ręczny, reprezentant kraju, grający na pozycji prawoskrzydłowego. Od 2016 roku jest zawodnikiem Füchse Berlin. Mistrz olimpijski z Paryża.
Uczestniczył w trzech igrzyskach olimpijskich (Pekin 2008, Londyn 2012, Paryż 2024)

## Sukcesy

### Reprezentacyjne
Igrzyska olimpijskie:
- Paryż 2024

Mistrzostwa świata:
- Niemcy/Dania 2019, Polska/Szwecja 2023
- Szwecja 2011, Hiszpania 2013

Mistrzostwa Europy:
- Norwegia 2008, Serbia 2012
- Dania 2014
- Słowacja/Węgry 2022

### Klubowe
Liga Mistrzów:
- 2012/2013
- 2010/2011
- Półfinał: 2007/2008, 2008/2009

Puchar EHF:
- 2017/2018
- 2014/2015, 2016/2017

Mistrzostwa Danii:
- 2006/2007

Puchar Danii:
- 2005/2006

Mistrzostwa Niemiec:
- 2010/2011
- 2008/2009, 2009/2010
- 2007/2008, 2017/2018

Puchar Niemiec:
- 2009/2010
- 2007/2008

## Nagrody indywidualne
- Najlepszy prawoskrzydłowy Mistrzostwa Świata 2013
- Król strzelców Bundesligi 2009/2010 (255 bramek w 34 meczach)
- Król strzelców Ligi Mistrzów 2012/2013 (101 bramek w 16 meczach)